# Elysium (region na Marsie)
Elysium – wielka wyżyna wulkaniczna na Marsie, druga pod względem rozmiarów po wyżynie Tharsis. Przybliżone współrzędne areograficzne centrum tej wyżyny to ♂ 24,74°N 210,00°W/24,740000 -210,000000.
W regionie Elysium znajduje się znaczne wybrzuszenie skorupy marsjańskiej, choć mniejsze niż pod wyżyną Tharsis, przypuszczalnie związane z istnieniem pióropusza płaszcza. Aktywność wulkaniczna występowała w regionach Elysium i Tharsis w okresie hesperyjskim historii geologicznej Marsa (3,7—3,0 mld lat temu), oraz w następnym, trwającym obecnie okresie amazońskim, kiedy zamarła już w innych częściach planety. Na wyżynie Elysium znajdują się trzy główne wulkany tarczowe: Elysium Mons, piąty co do wysokości na planecie, oraz Albor Tholus i Hecates Tholus. Na południe i południowy wschód od niej rozciąga się równina Elysium Planitia.